# Большой Тоз
Большой Тоз — река в России, протекает по Новокузнецкому району Кемеровской области. 
Устье реки находится на высоте 246 м над уровнем моря в 36 км от устья реки Мрассу по правому берегу. Длина реки составляет 18 км.

## Данные водного реестра
По данным государственного водного реестра России относится к Верхнеобскому бассейновому округу, водохозяйственный участок реки — Томь от истока до города Новокузнецк, без реки Кондома, речной подбассейн реки — Томь. Речной бассейн реки — (Верхняя) Обь до впадения Иртыша.